# Matthew Ebden
Matthew Ebden (Durban, 26 novembre 1987) è un tennista australiano.
Ha vinto in carriera 13 titoli ATP nel doppio maschile, tra cui il Torneo di Wimbledon 2022 con Max Purcell, gli Australian Open 2024 con Rohan Bopanna e le Olimpiadi di Parigi 2024 con John Peers; nel febbraio 2024 ha raggiunto per la prima volta la prima posizione del ranking mondiale di doppio.
Ha disputato altre due finali del Grande Slam: agli Australian Open 2022 con Purcell e agli US Open 2023 con Bopanna. Nel doppio misto ha trionfato all'Australian Open 2013 in coppia con Jarmila Gajdošová e ha giocato la finale agli Australian Open 2021 e a Wimbledon 2022 con Samantha Stosur.
Nel 2012 ha esordito nella squadra australiana di Coppa Davis, con cui ha raggiunto due volte la finale nell'edizione 2022 e nella edizione 2023. I suoi risultati più prestigiosi in singolare sono i quarti di finale allo Shanghai Masters 2011 e 2018 e la finale al torneo ATP 250 Hall of Fame Open 2017 di Newport; il suo miglior ranking ATP è il 39º posto raggiunto nell'ottobre 2018. Nel 2022 ha diradato i suoi impegni in singolare e dal 2023 ha giocato quasi esclusivamente in doppio.

## Carriera

### Gli inizi
Comincia a giocare a tennis a sei anni. Dopo tre sole apparizioni nei tornei ITF juniores, nel settembre 2005 passa al professionismo iniziando a giocare nel circuito ITF Futures. Deve aspettare fino al giugno 2007 per conquistare il primo titolo imponendosi in singolare all' \U.S.A. F21, e grazie ai molti tornei giocati quell'anno sale la classifica fino alla 574ª posizione, tanto da guadagnarsi una wild card per il torneo di qualificazione degli Australian Open 2008, in cui verrà sconfitto al primo turno da Flavio Cipolla.
Nei due anni successivi alternerà tornei Futures, nei quali conseguirà un successo in un torneo coreano del 2008 e tre successi in tornei australiani nel novembre 2009, a tornei Challenger.

### 2010
All'inizio del 2010, entrato nei primi 300 del ranking, riceve una wild card per il torneo di qualificazione del Brisbane International in cui elimina i connazionali Brydan Klein e Marinko Matosevic, rispettivamente 202 e 186 del mondo, accedendo al tabellone principale. A sorpresa riesce ad eliminare al primo turno il numero 28 del mondo Jürgen Melzer prima di arrendersi al nº 52 Richard Gasquet. Riceve nuovamente una wild card per le qualificazioni degli Australian Open e anche questa volta entra nel tabellone principale, in cui verrà eliminato subito da Gaël Monfils con un triplo 6-4. A marzo perde la sua prima finale Challenger ai All Japan Indoor Tennis Championships di Kyoto contro Yūichi Sugita. Partecipa poi alle qualificazioni del Roland Garros, uscendo al primo turno, di Wimbledon, in cui sfiora il main draw perdendo contro Taylor Dent in quattro set al turno decisivo, e degli US Open, anche qui eliminato al primo turno. Chiude l'anno alla 196ª posizione del ranking conquistando il suo sesto Futures in carriera.

### 2011
Così come l'anno precedente, riceve una wild card per le qualificazioni del torneo di Brisbane ed elimina nell'ordine Victor Crivoi, Grega Žemlja e Greg Jones accedendo nuovamente al tabellone principale, si spinge fino ai quarti di finale grazie alle vittorie su John Millman e sulla testa di serie nº 8 Denis Istomin al secondo turno.

## Statistiche

### Singolare

#### Finali perse (1)
| Legenda              |
| Grande Slam (0)      |
| ATP Finals (0)       |
| ATP Masters 1000 (0) |
| ATP Tour 500 (0)     |
| ATP Tour 250 (1)     |

| N. | Data           | Torneo                                     | Superficie | Avversario in finale | Punteggio   |
| 1. | 23 luglio 2017 | Hall of Fame Tennis Championships, Newport | Erba       | John Isner           | 3-6, 6(4)-7 |

### Doppio

#### Vittorie (13)
| Legenda              |
| Grande Slam (2)      |
| ATP Finals (0)       |
| Ori Olimpici (1)     |
| ATP Masters 1000 (2) |
| ATP Tour 500 (1)     |
| ATP Tour 250 (7)     |

| Legenda superfici |
| Cemento (8)       |
| Terra rossa (2)   |
| Erba (3)          |

| N.  | Data             | Torneo                                       | Superficie  | Compagno           | Avversari in finale                        | Punteggio                        |
| 1.  | 10 luglio 2011   | Hall of Fame Tennis Championships, Newport   | Erba        | Ryan Harrison      | Johan Brunström Adil Shamasdin             | 4-6, 6-3, [10-5]                 |
| 2.  | 24 luglio 2011   | Atlanta Open, Atlanta                        | Cemento     | Alex Bogomolov Jr. | Matthias Bachinger Frank Moser             | 3-6, 7-5, [10-8]                 |
| 3.  | 22 luglio 2012   | Atlanta Open, Atlanta (2)                    | Cemento     | Ryan Harrison      | Xavier Malisse Michael Russell             | 6-3, 3-6, [10-6]                 |
| 4.  | 1º marzo 2014    | Abierto Mexicano de Tenis, Acapulco          | Cemento     | Kevin Anderson     | Feliciano López Maks Mirny                 | 6-3, 6-3                         |
| 5.  | 9 aprile 2022    | U.S. Men's Clay Court Championships, Houston | Terra rossa | Max Purcell        | Ivan Sabanov Matej Sabanov                 | 6-3, 6-3                         |
| 6.  | 9 luglio 2022    | Torneo di Wimbledon, Londra                  | Erba        | Max Purcell        | Nikola Mektić Mate Pavić                   | 7-6(5), 6(3)-7, 4-6, 6-4, 7-6(2) |
| 7.  | 27 agosto 2022   | Winston-Salem Open, Winston-Salem            | Cemento     | Jamie Murray       | Jan Zieliński Hugo Nys                     | 6-4, 6-2                         |
| 8.  | 24 febbraio 2023 | Qatar Open, Doha                             | Cemento     | Rohan Bopanna      | Constant Lestienne Botic van de Zandschulp | 6(5)–7, 6–4, [10-6]              |
| 9.  | 18 marzo 2023    | Indian Wells Masters, Indian Wells           | Cemento     | Rohan Bopanna      | Wesley Koolhof Neal Skupski                | 6–3, 2–6, [10–8]                 |
| 10. | 27 gennaio 2024  | Australian Open, Melbourne                   | Cemento     | Rohan Bopanna      | Simone Bolelli Andrea Vavassori            | 7–6(0), 7–5                      |
| 11. | 29 marzo 2024    | Miami Open, Miami                            | Cemento     | Rohan Bopanna      | Austin Krajicek Ivan Dodig                 | 6(3)–7, 6–3, [10–6]              |
| 12. | 3 agosto 2024    | Giochi olimpici, Parigi                      | Terra rossa | John Peers         | Austin Krajicek Rajeev Ram                 | 6(6)–7, 7–6(1), [10–8]           |
| 13. | 15 giugno 2025   | Rosmalen Open, 's-Hertogenbosch              | Erba        | Jordan Thompson    | Julian Cash Lloyd Glasspool                | 6-4, 3-6, [10-7]                 |

#### Finali perse (13)
| Legenda              |
| Grande Slam (2)      |
| ATP Finals (0)       |
| Argenti Olimpici (0) |
| ATP Masters 1000 (3) |
| ATP Tour 500 (1)     |
| ATP Tour 250 (7)     |

| Legenda superfici |
| Cemento (9)       |
| Terra rossa (2)   |
| Erba (2)          |

| N.  | Data             | Torneo                               | Superficie  | Compagno           | Avversari in finale                      | Punteggio            |
| 1.  | 15 gennaio 2012  | Sydney International, Sydney         | Cemento     | Jarkko Nieminen    | Bob Bryan Mike Bryan                     | 1–6, 4–6             |
| 2.  | 25 maggio 2019   | Geneva Open, Ginevra                 | Terra rossa | Robert Lindstedt   | Oliver Marach Mate Pavić                 | 4–6, 4–6             |
| 3.  | 28 febbraio 2021 | Singapore Tennis Open, Singapore     | Cemento (i) | John-Patrick Smith | Sander Gillé Joran Vliegen               | 2–6, 3–6             |
| 4.  | 29 gennaio 2022  | Australian Open, Melbourne           | Cemento     | Max Purcell        | Nick Kyrgios Thanasi Kokkinakis          | 5–7, 4–6             |
| 5.  | 12 giugno 2022   | Rosmalen Open, 's-Hertogenbosch      | Erba        | Max Purcell        | Wesley Koolhof Neal Skupski              | 6–4, 5–7, [6–10]     |
| 6.  | 23 ottobre 2022  | Tennis Napoli Cup, Napoli            | Cemento     | John Peers         | Austin Krajicek Ivan Dodig               | 3–6, 6–1, [8–10]     |
| 7.  | 19 febbraio 2023 | Rotterdam Open, Rotterdam            | Cemento (i) | Rohan Bopanna      | Ivan Dodig Austin Krajicek               | 6(5)–7, 6–2, [10–12] |
| 8.  | 7 maggio 2023    | Madrid Open, Madrid                  | Terra rossa | Rohan Bopanna      | Karen Chačanov Andrej Rublëv             | 3-6, 6-3, [3-10]     |
| 9.  | 8 settembre 2023 | US Open, New York                    | Cemento     | Rohan Bopanna      | Joe Salisbury Rajeev Ram                 | 6–2, 3–6, 4–6        |
| 10. | 15 ottobre 2023  | Shanghai Masters, Shanghai           | Cemento     | Rohan Bopanna      | Marcel Granollers Horacio Zeballos       | 7–5, 2–6, [7–10]     |
| 11. | 5 novembre 2023  | Paris Masters, Parigi                | Cemento (i) | Rohan Bopanna      | Santiago Gonzàlez Édouard Roger-Vasselin | 2–6, 7–5, [7–10]     |
| 12. | 13 gennaio 2024  | Adelaide International, Adelaide     | Cemento     | Rohan Bopanna      | Rajeev Ram Joe Salisbury                 | 5–7, 7–5, [9–11]     |
| 13. | 28 giugno 2024   | Eastbourne International, Eastbourne | Erba        | John Peers         | Neal Skupski Michael Venus               | 6–4, 6(2)–7, [9–11]  |

### Doppio misto

#### Vittorie (2)
| Legenda                 | Legenda |
| ----------------------- | ------- |
| Australian Open (1)     |         |
| Open di Francia (0)     |         |
| Torneo di Wimbledon (0) |         |
| US Open (0)             |         |
| Ori Olimpici (0)        |         |
| ATP Masters 1000 (1)    |         |

| N. | Data            | Torneo                          | Superficie | Compagna          | Avversari in finale                    | Punteggio |
| 1. | 27 gennaio 2013 | Australian Open, Melbourne      | Cemento    | Jarmila Gajdošová | Lucie Hradecká František Čermák        | 6–3, 7–5  |
| 2. | 14 marzo 2024   | Indian Wells Open, Indian Wells | Cemento    | Storm Sanders     | Caroline Garcia Édouard Roger-Vasselin | 6–3, 6–3  |

#### Sconfitte (2)
| Legenda                 | Legenda |
| ----------------------- | ------- |
| Australian Open (1)     |         |
| Open di Francia (0)     |         |
| Torneo di Wimbledon (1) |         |
| US Open (0)             |         |
| Argenti Olimpici (0)    |         |
| ATP Masters 1000 (0)    |         |

| N. | Data             | Torneo                      | Superficie | Compagna        | Avversari in finale           | Punteggio |
| 1. | 20 febbraio 2021 | Australian Open, Melbourne  | Cemento    | Samantha Stosur | Barbora Krejčíková Rajeev Ram | 1–6, 4–6  |
| 2. | 7 luglio 2022    | Torneo di Wimbledon, Londra | Erba       | Samantha Stosur | Desirae Krawczyk Neal Skupski | 4–6, 3–6  |

### Tornei minori

#### Singolare

##### Vittorie (15)
| Legenda tornei minori |
| Challenger (9)        |
| Futures (6)           |

| N. | Data             | Torneo                                  | Superficie    | Avversari in finale | Punteggio           |
| 1. | 9 giugno 2013    | Nottingham Trophy, Nottingham           | Erba          | Benjamin Becker     | 7–5, 4–6, 7–5       |
| 2. | 27 ottobre 2013  | Melbourne Challenger, Melbourne         | Cemento       | Tatsuma Itō         | 6–3, 5–7, 6–3       |
| 3. | 17 novembre 2013 | Keio Challenger, Yokohama               | Cemento       | Gō Soeda            | 2–6, 7–6(3), 6–3    |
| 4. | 24 novembre 2013 | Dunlop World Challenge, Toyota          | Sintetico (i) | Yūichi Sugita       | 6–3, 6–2            |
| 5. | 4 giugno 2015    | Surbiton Trophy, Surbiton               | Erba          | Denis Kudla         | 6(4)-7, 6-4, 7-6(5) |
| 6. | 1 novembre 2015  | Traralgon Challenger, Traralgon         | Cemento       | Jordan Thompson     | 7–5, 6–3            |
| 7. | 5 novembre 2017  | Canberra Tennis International, Canberra | Cemento       | Tarō Daniel         | 7–6(4), 6–4         |
| 8. | 19 novembre 2017 | Dunlop World Challenge, Toyota          | Sintetico (i) | Calvin Hemery       | 7–6(3), 6–3         |
| 9. | 20 maggio 2018   | Busan Open Challenger, Pusan            | Cemento       | Vasek Pospisil      | 7–6(4), 6–1         |

##### Sconfitte (6)
| Legenda tornei minori |
| Challenger (4)        |
| Futures (2)           |

| N. | Data              | Torneo                                       | Superficie    | Avversari in finale | Punteggio     |
| 1. | 14 marzo 2010     | All Japan Indoor Tennis Championships, Kyoto | Sintetico (i) | Yūichi Sugita       | 6–4, 4–6, 1–6 |
| 2. | 29 settembre 2013 | Napa Valley Challenger, Napa                 | Cemento       | Donald Young        | 6–4, 4–6, 2–6 |
| 3. | 13 ottobre 2013   | Tiburon Challenger, Tiburon                  | Cemento       | Peter Polansky      | 5–7, 3–6      |
| 4. | 20 giugno 2015    | Ilkley Trophy, Ilkley                        | Erba          | Denis Kudla         | 3-6, 4-6      |

## Risultati in progressione
| Sigla | Risultato               |
| ----- | ----------------------- |
| V     | Vincitore               |
| F     | Finalista               |
| SF    | Semifinalista           |
| O     | Oro olimpico            |
| A     | Argento olimpico        |
| SF    | Bronzo olimpico         |
| QF    | Quarti di Finale        |
| 4T    | Quarto turno            |
| 3T    | Terzo turno             |
| 2T    | Secondo turno           |
| 1T    | Primo turno             |
| RR    | Round Robin             |
| LQ    | Turno di qualificazione |
| A     | Assente                 |
| ND    | Non disputato           |

| Legenda superfici    |
| -------------------- |
| Cemento              |
| Terra battuta        |
| Erba                 |
| Superficie variabile |

### Singolare
| Tornei Grande Slam         |     |     |               |               |               |     |               |               |               |     |               |               |               |               |     |     |       |
| Australian Open, Melbourne | Q2  | Q1  | Q2            | 1T            | 1T            | 2T  | 1T            | 2T            | Q1            | 1T  | Q2            | 2T            | 2T            | Q1            | Q1  | Q3  | 4-8   |
| Roland Garros, Parigi      | A   | A   | A             | Q1            | A             | 1T  | Q2            | 1T            | A             | A   | Q1            | 1T            | 1T            | A             | Q1  | A   | 0-4   |
| Wimbledon, Londra          | A   | A   | A             | Q3            | Q2            | 1T  | 1T            | 1T            | 2T            | A   | A             | 3T            | 1T            | ND            | Q2  | A   | 3-6   |
| US Open, New York          | A   | A   | A             | Q1            | Q2            | 2T  | Q1            | 2T            | 1T            | A   | Q1            | 2T            | A             | A             | Q1  | A   | 3-4   |
| Vittorie-Sconfitte         | 0-0 | 0-0 | 0-0           | 0-1           | 0-1           | 2-4 | 0-2           | 2-4           | 1-2           | 0-1 | 0-0           | 4-4           | 1-3           | 0-0           | 0-0 | 0-0 | 10-22 |
| Giochi Olimpici            |     |     |               |               |               |     |               |               |               |     |               |               |               |               |     |     |       |
| Giochi Olimpici            | ND  | A   | Non disputati | Non disputati | Non disputati | A   | Non disputati | Non disputati | Non disputati | A   | Non disputati | Non disputati | Non disputati | Non disputati | A   | ND  | 0-0   |
| Vittorie-Sconfitte         | ND  | 0-0 | Non disputati | Non disputati | Non disputati | 0-0 | Non disputati | Non disputati | Non disputati | 0-0 | Non disputati | Non disputati | Non disputati | Non disputati | A   | ND  | 0-0   |

### Doppio
| Tornei Grande Slam         |               |               |               |     |               |               |               |     |               |               |               |               |     |      |     |       |
| Australian Open, Melbourne | 1T            | 1T            | 1T            | 1T  | 1T            | 1T            | 1T            | A   | 2T            | 1T            | 1T            | 1T            | QF  | F    | 1T  | 9-14  |
| Roland Garros, Parigi      | A             | A             | A             | QF  | A             | 1T            | A             | A   | A             | 1T            | 1T            | A             | 1T  | 1T   | 1T  | 3-7   |
| Wimbledon, Londra          | A             | A             | A             | 1T  | 2T            | 1T            | 1T            | A   | A             | 2T            | 2T            | ND            | 2T  | V    | SF  | 14-8  |
| US Open, New York          | A             | A             | 1T            | 2T  | A             | 1T            | A             | A   | A             | 2T            | A             | A             | QF  | 3T   | F   | 12-7  |
| Vittorie-Sconfitte         | 0-1           | 0-1           | 0-2           | 4-4 | 1-2           | 0-4           | 0-2           | 0-0 | 1-1           | 2-4           | 1-3           | 0-1           | 7-4 | 13-3 | 9-4 | 38-36 |
| Giochi Olimpici            |               |               |               |     |               |               |               |     |               |               |               |               |     |      |     |       |
| Giochi Olimpici            | Non disputati | Non disputati | Non disputati | A   | Non disputati | Non disputati | Non disputati | A   | Non disputati | Non disputati | Non disputati | Non disputati | A   | ND   | ND  | 0-0   |
| Vittorie-Sconfitte         | Non disputati | Non disputati | Non disputati | 0-0 | Non disputati | Non disputati | Non disputati | 0-0 | Non disputati | Non disputati | Non disputati | Non disputati | A   | ND   | ND  | 0-0   |

### Doppio misto
| Tornei Grande Slam         |               |               |     |               |               |               |     |               |               |               |               |     |     |     |       |
| Australian Open, Melbourne | 1T            | 1T            | 2T  | V             | SF            | A             | A   | A             | 1T            | A             | 2T            | F   | 2T  | 1T  | 15-9  |
| Roland Garros, Parigi      | A             | A             | A   | A             | A             | A             | A   | A             | A             | A             | ND            | A   | QF  | 2T  | 3-2   |
| Wimbledon, Londra          | A             | A             | A   | A             | A             | A             | A   | A             | A             | A             | ND            | 2T  | F   | QF  | 7-3   |
| US Open, New York          | A             | A             | A   | A             | A             | A             | A   | A             | A             | A             | ND            | A   | QF  | 1T  | 2-2   |
| Vittorie-Sconfitte         | 0-1           | 0-1           | 1-1 | 5-0           | 3-1           | 0-0           | 0-0 | 0-0           | 0-1           | 0-0           | 1-1           | 5-2 | 9-4 | 3-4 | 27-16 |
| Giochi Olimpici            |               |               |     |               |               |               |     |               |               |               |               |     |     |     |       |
| Giochi Olimpici            | Non disputati | Non disputati | A   | Non disputati | Non disputati | Non disputati | A   | Non disputati | Non disputati | Non disputati | Non disputati | A   | ND  | ND  | 0-0   |
| Vittorie-Sconfitte         | Non disputati | Non disputati | 0-0 | Non disputati | Non disputati | Non disputati | 0-0 | Non disputati | Non disputati | Non disputati | Non disputati | A   | ND  | ND  | 0-0   |